# George Stefansky
George Stefansky (* 8. November 1897 in Prag; † 23. Dezember 1957 in New York City), ursprünglich Georg Stefansky, war ein deutsch-amerikanischer Literaturwissenschaftler und Soziologe österreichisch-tschechisch-jüdischer Herkunft.

## Leben
Georg Stefansky war ein Sohn des Prager Großkaufmanns Michael Stefansky (-1931) und der Olga Fried (-1932) in Smíchov. Nach dem Abitur am deutschen Stephansgymnasium in Prag im Jahr 1917 studierte er zunächst Naturwissenschaften an der Deutschen Universität Prag, wechselte 1919 zur Philosophie und Philologie und promovierte Ende 1922. 1926 wurde er Mitherausgeber der Zeitschrift Euphorion. 1927 wurde er in Prag in Neuerer deutscher Literaturgeschichte habilitiert, wurde dort Privatdozent und wechselte 1928 als Oberassistent an die Berliner Universität. Ab April 1929 war er Privatdozent an der Universität Münster. Im Dezember 1932 reiste er in die Tschechoslowakei, wo er im September 1931 Dora Pick(ova) (1911-) geheiratet hatte, mit der er später eine Tochter Kaye (* 1943) hatte. 
Nach der Machtübergabe an die Nationalsozialisten wurde ihm am 7. September 1933 aufgrund des Gesetzes zur Wiederherstellung des Berufsbeamtentums die Lehrbefugnis an der Universität Münster entzogen und in dessen Folge auch die Herausgeberschaft der Zeitschrift, deren Name von den nationalsozialistischen deutschen Germanisten Julius Petersen und Hermann Pongs in Dichtung und Volkstum umgetauft wurde. In den folgenden Jahren bemühte sich Stefansky erfolglos um eine Lehrtätigkeit in Großbritannien oder um eine Wiederbeschäftigung an der Deutschen Universität Prag, an der der Antisemitismus zunahm. Seine in dieser Zeit verfassten Arbeiten blieben ungedruckt, die Manuskripte für den Briefwechsel Friedrich Wilhelm Joseph Schellings und eine dreibändig geplante Biografie Friedrich Heinrich Jacobis gingen verloren. 1938/1939 hielt er Gastvorlesungen an der Universität Genf und floh 1939 in die USA, während er im Deutschen Reich noch enteignet wurde. In New York hatte er zunächst einen Lehrauftrag für deutsche Sprache am City College of New York und er erwarb auf Zuraten von Louis Wirth noch einen Master of Science Degree in Soziologie. Seit 1945 lehrte George Stefansky Soziologie an der Graduate School der New York University. Von 1943 bis 1953 war er Mitarbeiter beim Keren Hajessod, einer Spendenorganisation zur Unterstützung der Einwanderungsbemühungen der Jewish Agency, und danach bei der „American Financial and Development Corporation for Israel“.
Die Mitteilung über das Ergebnis des Münsteraner Wiedergutmachungsverfahrens, das ihm 1957 die Rechtsstellung eines a.o.Professors zubilligte, erreichte ihn nicht mehr. Im Jahr 2010 erklärte die Universität Münster, „dass die in den Jahren 1933 bis 1945 aus "rassischen" und politischen Gründen erfolgten Entlassungen von folgenden Mitgliedern und Angehörigen der Universität nichtig sind“, darunter ist auch Georg Stefansky aufgeführt.

## Schriften
- Does the refugee have a future? : an analysis of the position of homeless jews in the postwar world , New York, NY : United Palestine Appeal, 1945
- Problems in the administration of Foreign Post-War Relief with special emphasis on the question of personnel, 1944
- Die Kritik des religiösen Glaubens im deutschen Geistesleben des 18. Jahrhunderts : akademische Antrittsvorlesung, Stuttgart : Metzler, 1929
- August Sauer, Stuttgart : Metzler, 1927
- Justus Mösers Geschichtsauffassung im Zusammenhang der deutschen Literatur des 18. Jahrhunderts, Vortrag, gehalten vor der Philosophischen Fakultät der Deutschen Universität in Prag im Wintersemester 1926/27, Stuttgart : Metzler, 1927
- August Sauer: Literaturgeschichte und Volkskunde : Rektoratsrede ; Geh. in d. Aula d. Deutschen Universität in Prag am 18. Nov. 1907, 2. unveränd. Ausg. mit e. Nachw. von Georg Stefansky, Stuttgart : J. B. Metzler, 1925
- Das hellenisch-deutsche Weltbild : Einleitg in d. Lebensgeschichte Schellings, Bonn : F. Cohen, 1925
- Die Macht des historischen Subjektivismus , Wien : C. Fromme, 1924
- Theorie des Paradoxen : eine bisher unbekannte Schrift Wilhelm Heinses, 1924
- Das Wesen der deutschen Romantik : Krit. Studien zu ihrer Geschichte, Stuttgart : J. B. Metzler 1923
- Ein neuer Weg zu Heinrich von Kleist, Stuttgart : J. B. Metzler 1921
- Schwertreigen, Leipzig : Xenien-Verl., 1918 (Gedichte)